# 小野日子
小野 日子（おの ひかりこ、旧姓：関、1965年5月24日 - ）は、日本の外交官。
内閣参事官、内閣副広報官、外務省外務副報道官、内閣広報官、外務省経済局長、外務報道官などを歴任。

## 人物・経歴
1965年東京都生まれ。女子学院中学校・高等学校を経て、1988年 一橋大学社会学部卒業。高校時代に5学年先輩の女性外交官の新聞記事を読み、初めて外交官という仕事の存在を知り、大学進学後、同期の三木谷浩史などの気迫に影響され、外交官試験への挑戦を決意したという。
1988年外務公務員Ⅰ種採用、外務省入省。同期25人のうち女性は1人だけで、歴代女性キャリア外交官としては20人目となった。
1989年から外交官補としてイギリス研修を受けオックスフォード大学トリニティ・カレッジに留学し、1991年オックスフォード大学哲学政治経済学部（Philosophy, Politics and Economics）卒業、B.A.取得。オックスフォード大学在学中は外務省の1年先輩だった皇后雅子と交友を持ち、スキーや箱根への温泉旅行などをともにする経験も得た。1993年に入省同期の小野啓一と結婚。
環境と開発に関する国際連合会議、対アジア向け円借款（インドネシア、タイ、モンゴル等）、インドシナ半島メコン川流域開発、世界貿易機関などの担当を経て、2000年から2003年まで在アメリカ合衆国日本国大使館一等書記官（広報文化班次席）としてプレス対応等に従事。
長年子供を設けることにためらいを感じていたが、2003年にワシントンD.C.で出産し、育児休業を取得した。出産を経験した女性外交官として歴代5人目となり、育児明けに上司から、「置き場には困る」と嫌味を言われたという。
2005年から外務省経済協力局開発計画課企画官を務め、政府開発援助白書編纂や、分野別開発政策を担当。
2006年からは外務省国際協力局多国間協力課企画官として、政府開発援助政策を担当し、CCOP国内支援委員会委員なども兼任した。
2007年 外務省総合外交政策局総務課政策企画室長。
2009年 外務省国際協力局国別開発協力第二課長。同年グローバル・ママ・ネットワーク設立に参画。
2011年 外務省大臣官房広報文化交流部総合計画課長。
2012年 内閣官房内閣参事官、内閣官房内閣広報室内閣副広報官、内閣官房国際広報室長。
2014年 国際交流基金総務部長。
2016年から東京オリンピック・パラリンピック競技大会組織委員会スポークスパーソンを務め、広報局長も兼務した。
2017年から夫や子供とともにジャカルタに赴任し、東南アジア諸国連合日本政府代表部公使（次席）。2019年から子供はシンガポールに在住。
2020年 外務省大臣官房審議官（報道・広報・文化交流担当）（外務省外務副報道官）兼アジア大洋州局、フルブライト・ジャパン日本側委員。
2021年 内閣広報官。同年 外務省経済局長。
2022年 外務報道官。ロシア外交官らの国外追放を表明した。同年5月、ロシアのウクライナ侵攻に伴うロシア政府による日本への報復措置（ロシア連邦への日本政府の政策に対する報復措置に関してのロシア外務省声明）により、ロシア連邦への入国を恒久的に禁止された。
2024年 ハンガリー国駐箚 特命全権大使。

## 人物像
- 仕事ぶりに派手さはなく、淡々とこなしていくタイプで[28]、温厚な性格で敵が少ない人物とされる[9][29]。
- 鈴木一人東京大学公共政策大学院教授によると、名前が難読で苦労しているという[30]。
- 当時の外務省では子供を持つ女性外交官はまだ少なく、深夜や土日も仕事をして、誘われたら飲み会にも行けないようならダメだ、などと言われ、育児との両立に辛い想いをしたが、やむを得ず聞き流してきたという[2]。
- 趣味はジョギングと旅行で[31]、都内のマラソン大会などに出場[32][33]。

## 受賞
- 1978年[注 1] - 第24回読書感想文全国コンクール内閣総理大臣賞[1]

## 著書
- 『パブリック・ディプロマシー戦略 : イメージを競う国家間ゲームにいかに勝利するか』（金子将史, 北野充編著, Mark J.Davidson, 水鳥真美, 横江公美, 金泰煥, 古嶋雅史, 加治慶光, 四方敬之, 本田修, 米谷光司, 小島寛之共著）PHP研究所 2014年

## 同期
- 青木豊（23年アルメニア大使）
- 赤松武（22年国際民間航空機関代表部大使）
- 岩﨑一郎（09年一橋大学経済研究所教授）
- 一方井克哉（22年ニジェール兼轄、 21年コートジボワール大使（トーゴ兼轄））
- 内川昭彦（23年モントリオール総領事）
- 宇山秀樹（22年デンマーク大使・20年欧州局長）
- 岡田健一（21年香港総領事）
- 小野啓一（24年インド兼ブータン大使、22年外務審議官（経済担当）・22年外務省経済局長・20年地球規模課題審議官）
- 海部篤（23年ウィーン代表部大使・21年軍縮不拡散・科学部長・20年儀典長）
- 小泉勉（24年ラオス大使、22年中華人民共和国大使館特命全権公使、20年外務省研修所長）
- 小林賢一（24年・特命全権大使（国際貿易・経済担当）・21年ラオス大使）
- 佐々山拓也（24年ウガンダ大使・20年トロント総領事）
- 鈴木光太郎（22年ボストン総領事・20年イラク大使）
- 髙杉優弘（21年コロンビア大使）
- 達増拓也（07年岩手県知事）
- 堤尚広（24年特命全権大使（人権担当兼国際平和貢献担当）・20年南スーダン大使）
- 林禎二（21年ブラジル大使・20年中南米局長）
- 平野隆一（21年在ロシア大使館 公使・20年内閣官房国際テロ情報集約室次長・16年ユジノサハリンスク総領事）
- 船越健裕（25年外務事務次官・23年外務審議官（政務担当）・20年アジア大洋州局長）
- 松本太（22年イラク大使・19年ニューヨーク領事）
- 柳淳（23年シカゴ総領事・21年内閣審議官兼内閣情報調査室次長兼国際テロ情報集約室次長、18年在オーストリア大使館 公使）